# 王建民 (上将)
王 建民（おう けんみん、1942年11月 - 2021年9月28日）は、中国人民解放軍の軍人。最終階級は上将。最終職務は成都軍区司令員。河北省灤南県出身。
元プロ野球選手の王建民とは別人。

## 略歴
- 1942年11月 - 河北省灤南県に生まれる。
- 1962年6月 - 中国人民解放軍に入隊し、陸軍戦士、班長を務める。
- 1963年9月 - 中国共産党に入党。
- 1965年10月 - 大隊営部書記。
- 1966年1月 - 連隊司令部作訓股参謀。
- 1969年12月 - 軍司令部作訓処参謀。
- 1973年2月 - 瀋陽軍区司令部作戦部作戦科参謀。
- 1979年4月 - 瀋陽軍区司令部作戦部作戦科副科長。
- 1983年2月 - 瀋陽軍区司令部作戦部作戦処処長。
- 1983年11月 - 瀋陽軍区司令部作戦部副部長。
- 1985年11月 - 師団長。
- 1987年12月 - 瀋陽軍区司令部作戦部部長。
- 1989年9月から1990年7月まで国防大学基本系で学ぶ。
- 1993年2月 - 第23集団軍軍長。
- 1994年7月 - 少将。
- 1995年11月から第23集団軍、第39集団軍軍長。
- 1999年4月 - 瀋陽軍区参謀長、軍区党委常委。
- 2000年7月 - 中将。
- 2000年12月 - 瀋陽軍区副司令員、軍区党委常委。
- 1999年10月から2001年10月まで東北師範大学政治経済専業研究生課程進修班で在職学習。
- 2002年11月から2007年9月まで成都軍区司令員、軍区党委副書記を務める。
- 2006年6月 - 上将。
- 2007年9月 - 定年により退役する。
- 2021年9月28日 - 四川省成都市で病気のため死去した[1]。78歳。

王建民は中国共産党第十五届（第15回）中央候補委員、第十六届中央委員、第十一届全国人民代表大会常務委員会委員、第十一届全国人民代表大会華僑委員会委員。